# أبيول
الأبيول هو فينيل بروبانويد ، وهو مكون رئيسي في الزيوت العطرية لأنواع مختلفة من البقدونس والكرفس . الأبيول هو متزامِر للديلبيول .

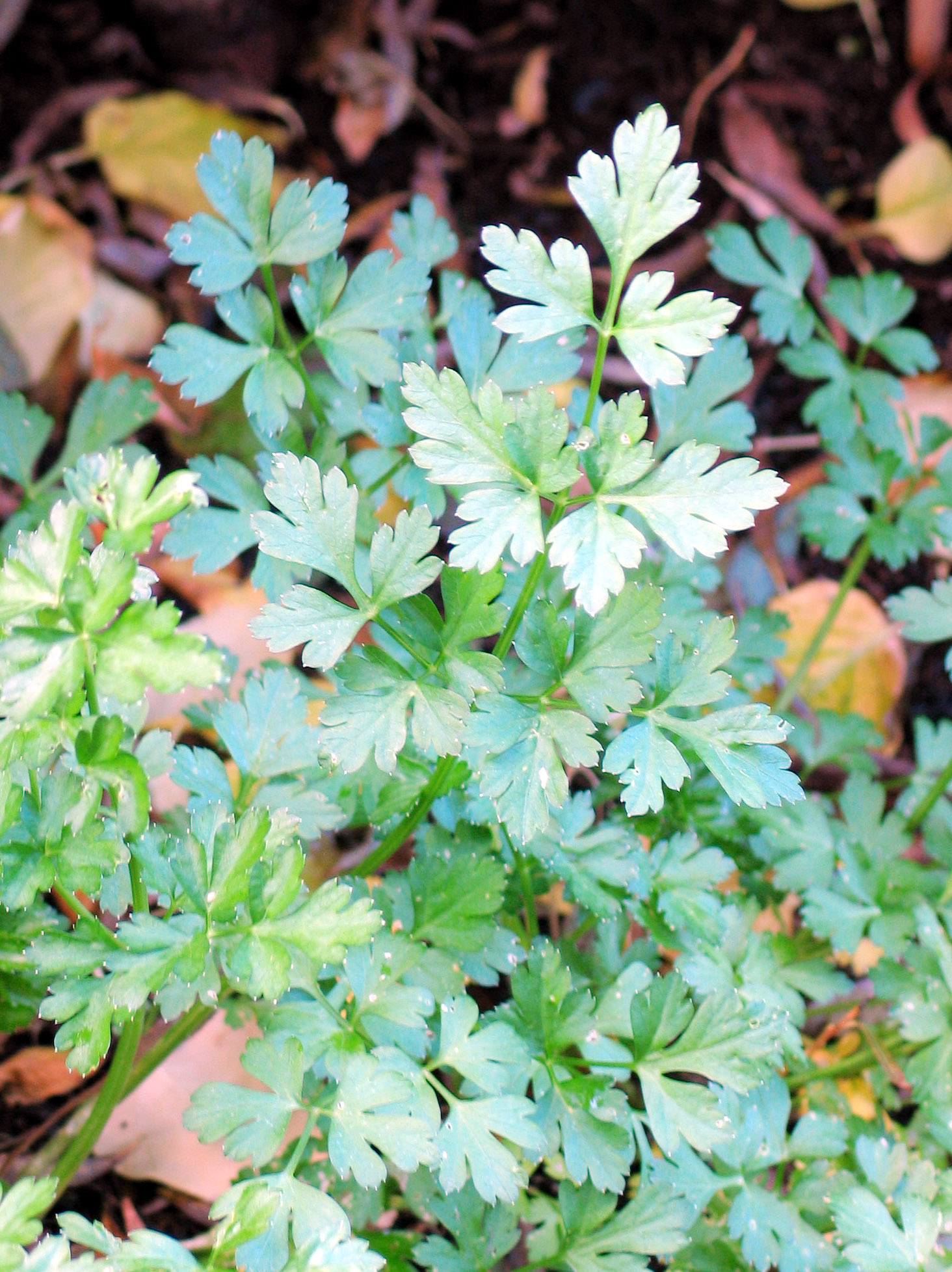
يحتوي البقدونس ذو الأوراق المسطحة على مادة الأبيول.

في العصور الوسطى كانت المستحضرات التي تحتوي على الأبيول تُستخدم كعلاجات عشبية للإجهاض .
في عام ١٧١٥ اكتشف الصيدلي هاينريش كريستوف لينك من لايبزيغ (ألمانيا) مادة الأبيول أثناء التقطير البخاري لزيت البقدونس. وفي عام ١٨٥٥ اكتشف "جوريت" و "هوموله" أن العلاج بالأبيول فعال جدًا في علاج انقطاع الطمث .
قد يُسبب الأبيول ردود فعل تحسسية . الجرعات العالية منه قد تُسبب تلفًا في الكبد والكلى.
كتب أبقراط عن البقدونس كعشبة تُسبب الإجهاض. استخدمت النساء في العصور الوسطى النباتات التي تحتوي على الأبيول لإنهاء الحمل. الآن، ومع توفر طرق إجهاض أكثر أمانًا، أصبح الأبيول شبه منسي.